# Tolomeo XIII
Tolomeo Teo Filopàtore (in greco antico: Πτολεμαῖος Θεὸς Φιλοπάτωρ?, Ptolemàios Theòs Philopàtōr; 62/61 a.C. – 27 marzo 47 a.C.), chiamato nella storiografia moderna Tolomeo XIII, è stato un faraone egizio appartenente al periodo tolemaico e uno degli ultimi membri dell'omonima dinastia.

## Biografia

### Origini familiari

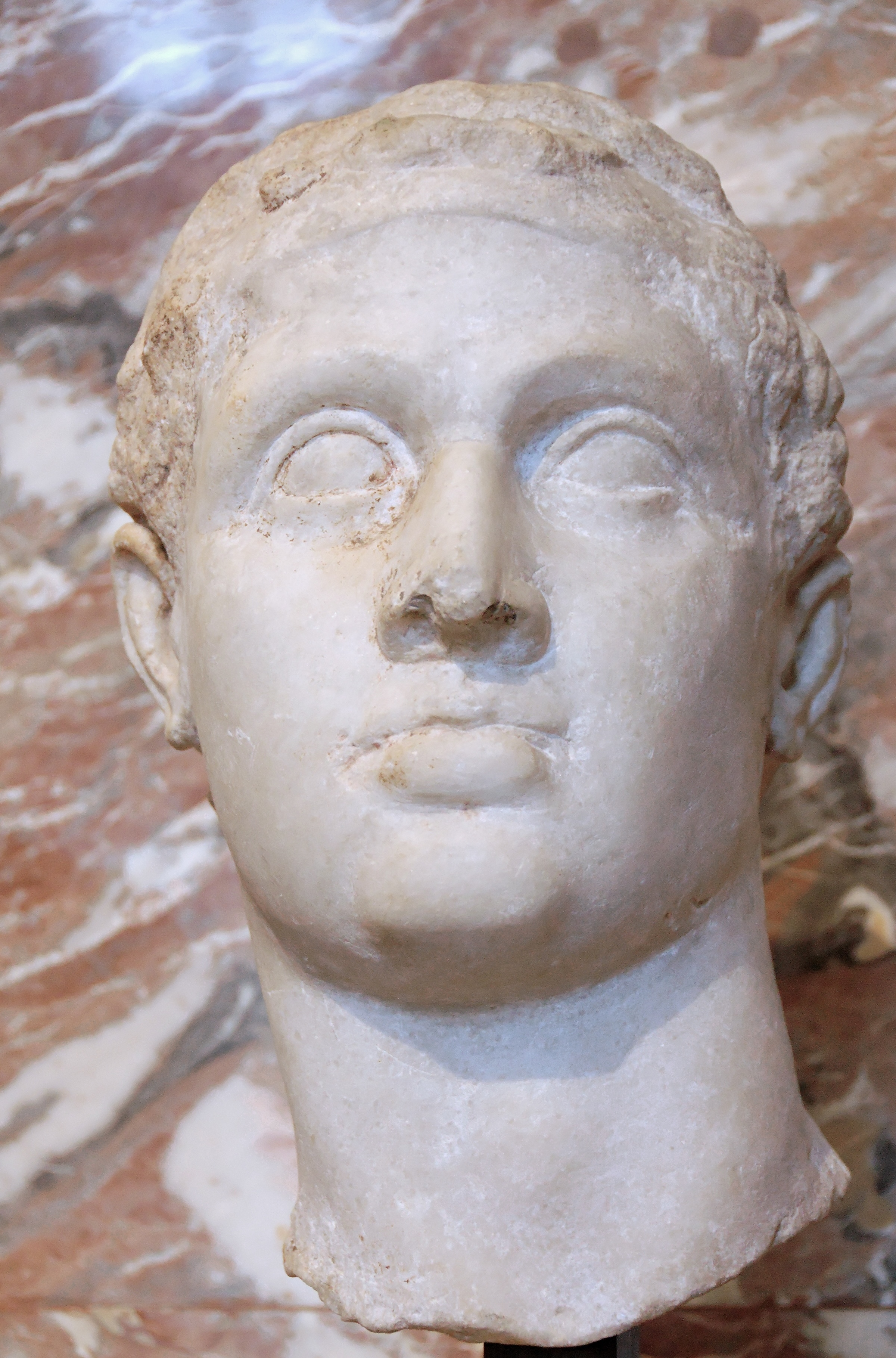
Testa di Tolomeo XII Aulete, padre di Tolomeo XIII (Museo del Louvre, Parigi)

Tolomeo XIII era figlio del faraone Tolomeo XII Aulete e di una donna sconosciuta; era quindi fratellastro minore di Berenice IV, unica figlia legittima del sovrano avuta da Cleopatra V Trifena, di Cleopatra e di Arsinoe IV e maggiore di Tolomeo XIV. Apparteneva all'antica famiglia dei Tolomei (o Lagidi) ed era quindi discendente del diadoco Tolomeo I Sotere, fondatore della dinastia e amico d'infanzia di Alessandro Magno; discendeva, inoltre, attraverso la sua antenata Cleopatra I, che sposò Tolomeo V Epifane, anche da Seleuco I Nicatore, un altro diadoco, potendo così vantare nobili origini greco-macedoni. Era imparentato con Tolomeo di Cipro e Cleopatra Berenice, fratellastri del padre, con Tolomeo IX Sotere Latiro, suo nonno, con Tolomeo X Alessandro, Cleopatra Trifena, Cleopatra IV, Cleopatra Selene e Tolomeo XI suoi prozii e zii, e, grazie a diversi matrimoni dinastici, anche con molti membri della dinastia seleucide.

### Infanzia e giovinezza (62/61-51 a.C.)
Tolomeo XIII nacque tra il 62 e il 61 a.C. e negli anni immediatamente successivi nacque il suo omonimo fratellastro minore, Tolomeo XIV. Nel 58 a.C. il padre Tolomeo XII Aulete fu cacciato dall'Egitto e il trono fu preso dalla sorellastra maggiore di Tolomeo XIII, Berenice IV, che lo mantenne fino al 55 a.C., quando fu sconfitta e fatta uccidere dal padre, aiutato dal corpo militare romano dei Gabiniani. Tolomeo XII fu quindi restaurato sul trono e nel 52 a.C. tutti i suoi figli rimasti ricevettero l'appellativo di "nuovi dei" e "fratelli amanti" (Θεοι Νεοι Φιλαδελφοι, Theoi Neoi Philadelphoi) e la maggiore, Cleopatra, fu associata al trono; l'Aulete regnò fino alla propria morte, avvenuta nella primavera del 51 a.C.

### Regno e morte (51-47 a.C.)
Tolomeo XIII diventò quindi all'età di dieci anni co-regnante al fianco della sorella maggiore Cleopatra, che però lo escluse per un primo periodo da qualunque attività governativa; non fu celebrato nemmeno il tradizionale matrimonio dinastico tra i due, che molto probabilmente non ebbe luogo nemmeno in seguito. A metà del 50 a.C. una carestia colpì l'Egitto e diede modo ai nemici di Cleopatra di minare il suo potere ad Alessandria; la regina fu costretta a lasciare la capitale e si rifugiò dapprima in Tebaide e poi in Siria insieme alla sorella Arsinoe IV, dove iniziò a radunare un esercito. Fu in questo contesto che arrivò in Egitto il generale romano Gneo Pompeo Magno, impegnato in una guerra civile contro Gaio Giulio Cesare, in fuga dopo la sconfitta subita nella battaglia di Farsalo (9 agosto 48 a.C.); i consiglieri di Tolomeo, specialmente Potino, decisero di far uccidere Pompeo, nella speranza di guadagnare l'appoggio del rivale Cesare.
Quando Cesare arrivò in Egitto non fu in realtà compiaciuto dell'uccisione perpetrata ai danni di un cittadino romano, ma comunque decise di rimanere ad Alessandria per sistemare la contesa tra i fratelli in qualità di console, forte del testamento di Tolomeo XII che affidava al popolo romano la custodia sui propri figli. Cleopatra tornò quindi ad Alessandria e nel mese di novembre del 48 a.C. fu proclamata nuovamente co-regnante insieme a Tolomeo, che forse sposò in quell'occasione; ad Arsinoe e a Tolomeo minore fu invece consegnato il regno di Cipro.
Cleopatra riuscì a guadagnarsi il favore di Cesare e divenne sua amante e Tolomeo, ancora determinato a deporre la sorella, si alleò con Arsinoe e scatenò una guerra civile; i due organizzarono infatti insieme un esercito, che nel mese di dicembre si scontrò nella città di Alessandria con quello di Cesare e Cleopatra: la battaglia che ne conseguì causò molti danni agli edifici della città, compresa la Biblioteca di Alessandria. L'arrivo di rinforzi da Pergamo offrì la vittoria a Cesare e Cleopatra: Arsinoe e Tolomeo furono costretti a lasciare la città e, poco dopo, il 27 marzo del 47 a.C. (13 gennaio nel calendario giuliano), Tolomeo fu sconfitto nella battaglia del Nilo, durante la quale morì annegato nel tentativo di attraversare il fiume. Cleopatra, rimasta così unica sovrana dell'Egitto, nominò co-reggente il fratello più giovane, Tolomeo XIV.

## Tolomeo XIII nell'eredità storica culturale
Nella Divina Commedia di Dante Alighieri, precisamente al canto XXXIII dell'Inferno, appare una zona del Cocito chiamata "Tolomea", in cui sono puniti i traditori degli ospiti: il nome di questa zona può derivare proprio da Tolomeo XIII, che fece assassinare un suo ospite, Pompeo (l'altra ipotesi è che venga da Tolomeo di Gerico).
Tolomeo appare anche in diverse opere artistiche e di intrattenimento (opera, teatro, cinema, televisione) riguardanti la celeberrima sorellastra Cleopatra, tra le quali ricordiamo:
- Giulio Cesare in Egitto (1724), opera di Georg Friedrich Händel;
- Caesar and Cleopatra (1898), dramma di George Bernard Shaw;
- Cleopatra (1963), film colossal diretto da Joseph L. Mankiewicz, in cui Tolomeo XIII è interpretato da Richard O'Sullivan;[11]
- Roma (2005-2007), serie televisiva in cui Tolomeo XIII compare in un episodio della prima stagione (Cesarione) ed è interpretato da Scott Chisholm;[12]
- Assassin's Creed: Origins (2017), videogioco in cui compare come antagonista.

## Ascendenza
|                  |   |               | Genitori     |  |  | Nonni |  |  | Bisnonni     |  |  | Trisnonni |  |
|                  |   |               |              |  |  |       |  |  | Tolomeo VIII |  |  | Tolomeo V |  |
|                  |   |               |              |  |  |       |  |  | Tolomeo VIII |  |  | Tolomeo V |  |
|                  |   | Cleopatra I   |              |  |  |       |  |  | Tolomeo VIII |  |  |           |  |
| Tolomeo IX       |   |               |              |  |  |       |  |  | Tolomeo VIII |  |  |           |  |
|                  |   | Cleopatra III | Tolomeo VI   |  |  |       |  |  |              |  |  |           |  |
|                  |   | Cleopatra III | Tolomeo VI   |  |  |       |  |  |              |  |  |           |  |
|                  |   | Cleopatra III | Cleopatra II |  |  |       |  |  |              |  |  |           |  |
| Tolomeo XII      |   | Cleopatra III |              |  |  |       |  |  |              |  |  |           |  |
|                  |   | Tolomeo VIII  | Tolomeo V    |  |  |       |  |  |              |  |  |           |  |
|                  |   | Tolomeo VIII  | Tolomeo V    |  |  |       |  |  |              |  |  |           |  |
|                  |   | Tolomeo VIII  | Cleopatra I  |  |  |       |  |  |              |  |  |           |  |
| Cleopatra Selene |   | Tolomeo VIII  |              |  |  |       |  |  |              |  |  |           |  |
|                  |   | Cleopatra III | Tolomeo VI   |  |  |       |  |  |              |  |  |           |  |
|                  |   | Cleopatra III | Tolomeo VI   |  |  |       |  |  |              |  |  |           |  |
|                  |   | Cleopatra III | Cleopatra II |  |  |       |  |  |              |  |  |           |  |
| Tolomeo XIII     |   | Cleopatra III |              |  |  |       |  |  |              |  |  |           |  |
|                  | … | …             |              |  |  |       |  |  |              |  |  |           |  |
|                  | … | …             |              |  |  |       |  |  |              |  |  |           |  |
|                  | … | …             |              |  |  |       |  |  |              |  |  |           |  |
| …                | … |               |              |  |  |       |  |  |              |  |  |           |  |
|                  |   | …             | …            |  |  |       |  |  |              |  |  |           |  |
|                  |   | …             | …            |  |  |       |  |  |              |  |  |           |  |
|                  |   | …             | …            |  |  |       |  |  |              |  |  |           |  |
| …                |   | …             |              |  |  |       |  |  |              |  |  |           |  |
|                  |   | …             | …            |  |  |       |  |  |              |  |  |           |  |
|                  |   | …             | …            |  |  |       |  |  |              |  |  |           |  |
|                  |   | …             | …            |  |  |       |  |  |              |  |  |           |  |
| …                |   | …             |              |  |  |       |  |  |              |  |  |           |  |
|                  |   | …             | …            |  |  |       |  |  |              |  |  |           |  |
|                  |   | …             | …            |  |  |       |  |  |              |  |  |           |  |
|                  |   | …             | …            |  |  |       |  |  |              |  |  |           |  |
|                  |   | …             |              |  |  |       |  |  |              |  |  |           |  |

### Esplicative
1. ↑  Secondo la testimonianza di Appiano, Tolomeo aveva 13 anni alla morte di Pompeo Magno, avvenuta il 28 settembre del 48 a.C. (secondo il calendario romano, il 23 luglio secondo quello giuliano) (Appiano, Bell. civ., II, 84; cfr. discussione alla nota 4 in  Ptolemy XIII, su instonebrewer.com.).

### Riferimenti
1. ↑  Strabone, XVII, 11; Mayer Burstein 2007, p. 13.
2. ↑  Mayer Burstein 2007, p. 14.
3. ↑  Strabone, XVII, 11; Hölbl 2001, p. 231; Mayer Burstein 2007, pp. 14-16.
4. ↑  Strabone, XVII, 11; Mayer Burstein 2007, pp. 16-17.
5. ↑  Cassio Dione, XLII, 3-4; Cesare, De Bello Civili, III, 103-104; Mayer Burstein 2007, pp. 17-18.
6. ↑  Cassio Dione, XLII, 8-9; Cesare, De Bello Civili, III, 106-107.
7. ↑  Cassio Dione, XLII, 34-35; Mayer Burstein 2007, p. 18.
8. ↑  Cassio Dione, XLII, 38-40; Cesare, De Bello Civili, III, 111; De Bello Alexandrino, 1-25.
9. ↑  Cassio Dione, XLII, 41-43; De Bello Alexandrino, 26-32.
10. ↑   Tolomea, su treccani.it. URL consultato il 6 febbraio 2020.
11. ↑   Cleopatra: Full Cast & Crew, su imdb.com. URL consultato il 6 gennaio 2020.
12. ↑   Roma: Full Cast & Crew, su imdb.com. URL consultato il 6 gennaio 2020.